# مطار شيكاغو روكفورد الدولي
مطار شيكاغو روكفورد الدولي (بالإنجليزية: Chicago Rockford International Airport) (إياتا: RFD، إيكاو: KRFD، معرف الموقع إف إيه إيه: RFD) هو مطار تجاري عام، في مقاطعة نيباغو، إلينوي في الولايات المتحدة الأمريكية. يقع على بعد 68 ميلا (109 كم) شمال غرب شيكاغو، وأربعة أميال (6 كم) جنوب روكفورد. تأسس المطار في عام 1946 وبني على أراضي منشأة كامب غرانت السابقة والتي كانت واحدة من أكبر مرافق التدريب للجيش الأمريكي خلال الحربين العالميتين. صنفته الخطة الوطنية لإدارة الطيران الفيدرالية (FAA) لأنظمة المطارات المتكاملة للفترة 2017-2021 على أنه منشأة خدمات تجارية أساسية غير محورية.
يعد مطار روكفورد ثالث أكثر مطارات شيكاغو ازدحامًا وقد خدم 103,000 مسافر في عام 2021. المطار من بين أسرع مطارات الشحن نموًا في العالم وأكثر رحلاته شحن جوي. يعالج المطار أكثر من 3.4 مليار جنيه إسترليني (1.5 مليون طن) من البضائع، وهو في المرتبة 14 في قائمة أكثر مطارات الشحن ازدحامًا في الولايات المتحدة. هو مركز رئيسي لشركة خطوط يو بي إس الجوية.

## شركات الطيران والوجهات

### المسافرون
| شركـات طيـران   | الوجهات |
| --------------- | --- |
| أليجانت للطيران | مطار هاري ريد الدولي، مطار اورلاندو سانفورد الدولي، Phoenix/Mesa، Punta Gorda (FL) ‏، Sarasota، St. Petersburg/Clearwater ‏ |

### الشحن
| شركـات طيـران                            | الوجهات |
| ---------------------------------------- | --- |
| طيران إيه بي أكس                         | Allentown، مطار دنفر الدولي، San Bernardino ‏ |
| Amazon Air                               | Allentown، مطار هارتسفيلد جاكسون، Cincinnati، Fort Worth (AFW) ‏، مطار جورج بوش الدولي، Lakeland، مطار لوس أنجلوس الدولي، مطار ميامي الدولي، مطار جون إف كينيدي الدولي، Ontario، مطار بورتلاند الدولي، Sacramento، San Antonio–Kelly ‏، مطار سياتل تاكوما الدولي، Stockton، مطار تامبا الدولي، Wilmington (OH) ‏ |
| Amerijet International                   | مطار تيد ستيفنز أنكوراج الدولي |
| طيران أطلس                               | مطار تيد ستيفنز أنكوراج الدولي، Cincinnati، مطار دالاس فورت ورث الدولي، Fairfield (SUU) ‏، مطار فرانكفورت هان، مطار إنتشون الدولي |
| كوريا للطيران                            | مطار إنتشون الدولي |
| Maersk Air Cargo                         | مطار تيد ستيفنز أنكوراج الدولي، Greenville-Spartanburg، مطار إنتشون الدولي |
| Magma Aviation                           | مطار فرانكفورت هان، مطار لييج |
| الخطوط الجوية الوطنية (الولايات المتحدة) | مطار أثينا الدولي، مطار القاهرة الدولي، Jacksonville (NIP) ‏، مطار مدريد باراخاس الدولي، مطار ميامي الدولي، مطار جون إف كينيدي الدولي، مطار أورلاندو الدولي |
| الخطوط الجوية القطرية                    | مطار ميونخ الدولي |
| خطوط يو بي إس الجوية                     | مطار تيد ستيفنز أنكوراج الدولي، مطار بالتيمور واشنطن الدولي، Burbank، Cedar Rapids ‏، Cleveland، مطار دالاس فورت ورث الدولي، مطار دنفر الدولي، Des Moines ‏، مطار ديترويت، Fargo، Gary، Hartford، مطار جورج بوش الدولي، Kansas City ‏، Lansing، مطار لوس أنجلوس الدولي، Louisville، مطار ممفيس الدولي، مطار منيابولس سانت بول الدولي، مطار جون إف كينيدي الدولي، مطار نيوآرك ليبرتي الدولي، مطار أوكلاند الدولي (الولايات المتحدة)، Omaha، Ontario، Peoria، مطار فيلادلفيا الدولي، مطار فينيكس سكاي هاربر الدولي، مطار بورتلاند الدولي، Sacramento-Mather، مطار سولت ليك سيتي الدولي، بوينغ فيلد، Sioux Falls ‏، South Bend ‏، مطار سانت لويس الدولي، Windsor Locks موسمي: مطار هاريسبورغ الدولي ‏، Manchester (NH) ‏ |

### أهم الوجهات
| الرتبة | المدينة                             | الركاب | الناقل  |
| ------ | ----------------------------------- | ------ | ------- |
| 1      | Punta Gorda, Florida ‏               | 27,840 | أليجانت |
| 2      | Phoenix/Mesa, Arizona ‏              | 23,190 | أليجانت |
| 3      | St. Petersburg/Clearwater, Florida ‏ | 22,610 | أليجانت |
| 4      | مطار اورلاندو سانفورد الدولي        | 18,290 | أليجانت |
| 5      | مطار هاري ريد الدولي                | 16,580 | أليجانت |
| 6      | Sarasota, Florida                   | 10,900 | أليجانت |

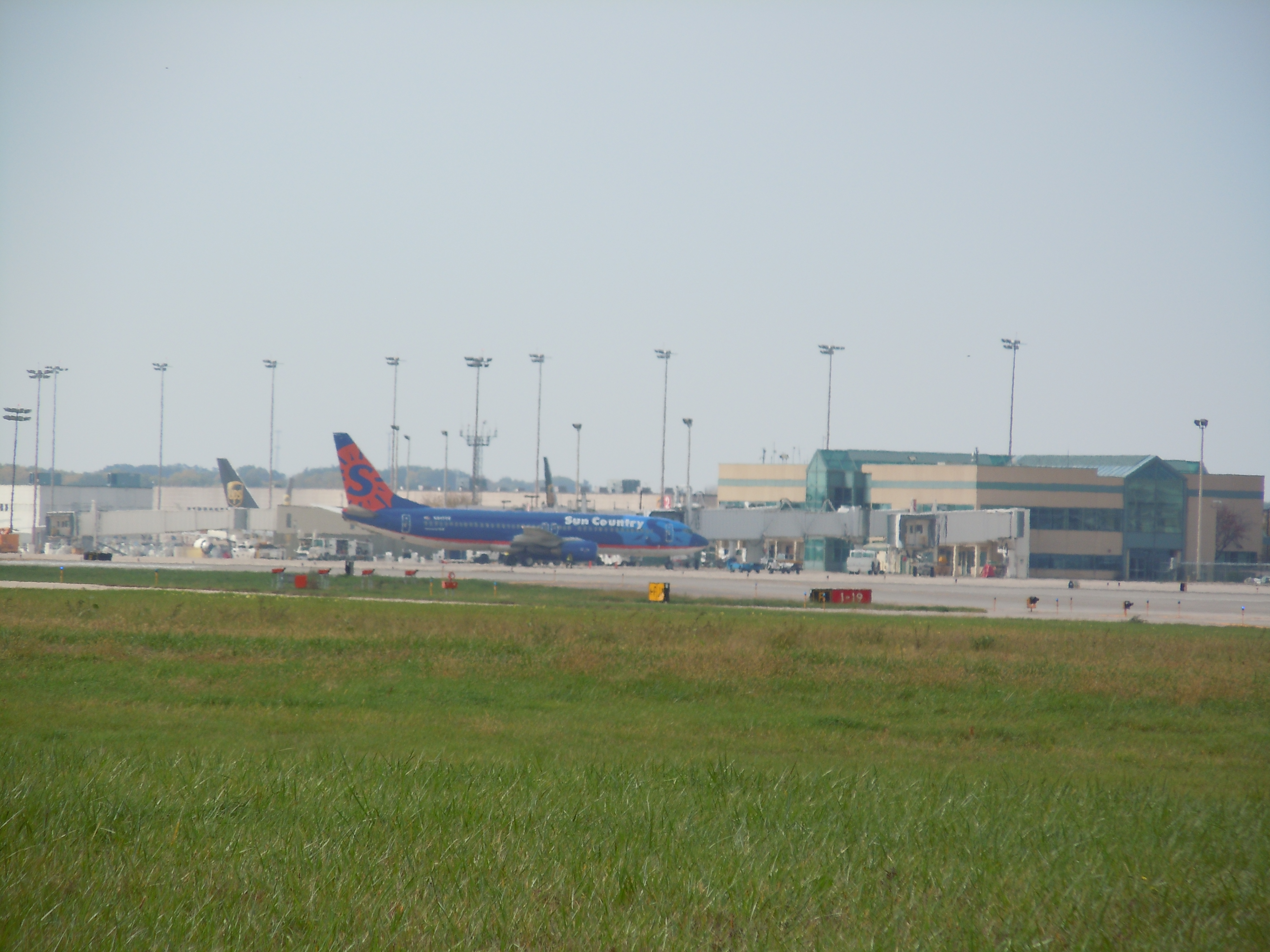
الصالة التجارية

خلال فترة الـ 12 شهرًا المنتهية في 31 ديسمبر 2021، بلغ متوسط عدد الرحلات المطار 129 عملية يوميًا أي حوالي 47000 عملية سنويًا. 51% منها تجاري و44% طيران عام و3% طائرة أجرة، 2% عسكرية.